# Рокхилл, Уильям Вудвилл
Уи́льям Ву́двилл Ро́кхилл (1 мая 1854 — 8 декабря 1914) — дипломат США, более известный как соавтор политики «открытых дверей» в отношении Китая. Также известен как один из первых американцев, взявшихся за изучение тибетского языка; считается отцом современной американской тибетологии. Иностранный почётный член Русского географического общества (с 24 января 1907 года).

## Биография
Родился в Филадельфии 1 мая 1854 года в семье Томаса Кадваладера Рокхилла и Дороти Энн Вудвилл (1823—1913). Отец умер, когда Уильяму было 13 лет, и мать перевезла семью во Францию. Подростком Рокхилл прочёл описание аббатом Эваристом Гюком своего путешествия в Лхасу в 1844—1846 годах и живо заинтересовался Тибетом. Рокхилл разыскал в Национальной библиотеке Франции известного востоковеда Леона Феера, под руководством которого начал изучение Дальнего Востока. Рокхилл посещал Особую военную школу Сен-Сир, где изучал тибетский язык. После окончания он вступил во Французский Иностранный легион, проходя службу в качестве офицера в городе Алжир.
В 1876 году Рокхилл вернулся в США и 14 декабря 1876 года женился на Кэролайн Тайсон. Пара приобрела ранчо в Нью-Мексико, но Рокхилл вскоре пришёл к выводу, что такая жизнь не для него. К 1880 году он завершает перевод на французский язык тибетской версии «Уданаварги», который был опубликован в 1881 году.
Продав своё ранчо в 1881 году, Рокхилл переезжает в Швейцарию. Следующие три года он проводит в Европе, изучая санскрит, тибетский и китайский языки. В течение этого периода он в соавторстве с Нандзё Бунъю и Эрнстом Лойманом написал биографию Будды; также Рокхилл завершает перевод на французский язык «Пратимокша-сутры», опубликованный в 1884 году под названием: «Prâtimoksha sutra; ou, Le traité d'émancipation selon la version tibétaine: avec notes et extraits du Dulva (Vinaya)».

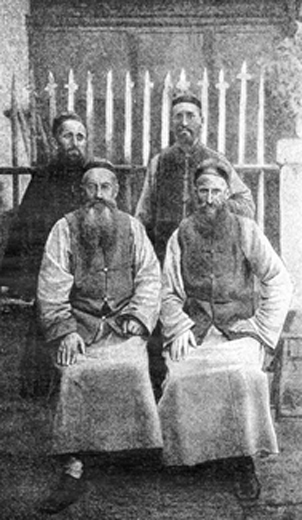
Французские миссионеры и Уильям Рокхилл в Дацзянлу. Слева направо: Леонар-Луи Дежан, епископ Феликс Бье, Рокхилл и Андре Сулье, 1890 год. Фото принца Анри Орлеанского.

В 1883 году жена Рокхилла получает в наследство от умершего родственника 70 000 долларов, что позволяет учёному занять неоплачиваемую должность в американской дипломатической миссии в Пекине. Усовершенствовав свои языковые навыки, Рокхилл занимает уже оплачиваемый пост. В 1880-х годах он предпринимает две экспедиции в Западный Китай, Монголию и Тибет. Рокхилл выслал описание своих странствий в Смитсоновский институт для публикации («Земля лам», 1891 год), и в 1893 году он награждается Золотой медалью Королевского географического общества.
Во время нахождения на посту президента США Стивена Гровера Кливленда Рокхилл служил третьим помощником государственного секретаря с 17 апреля 1894 по 13 февраля 1896 года. Затем он служил помощником государственного секретаря Ричарда Олни с 14 февраля 1896 по 10 мая 1897 года.
В 1897 году президент США Уильям Мак-Кинли назначил Рокхилла послом США в Греции, этот пост он занимал с 7 мая 1898 по 27 апреля 1899 года. Одновременно он служил послом в Сербии и Румынии с мая 1898 по апрель 1899 года. С началом боксерского восстания госсекретарь США Джон Хэй, который мало знал о Дальнем Востоке, обратился к Рокхиллу за консультацией. Рокхилл составил меморандум, в котором была изложена знаменитая политика открытых дверей для Китая; этот меморандум был разослан в Россию, Великобританию, Германию, Францию, Японию и Италию, и в марте 1900 года госсекретарь Хэй объявил, что все великие державы отказались от политики открытых дверей. Рокхилл же был отправлен президентом Мак-Кинли в качестве посла для специальных поручений на конференцию министров, последовавшую после окончания боксерского восстания. В процессе подготовки Заключительного протокола Рокхилл выступал против репараций в полном объёме, вместо этого настаивая на получении великими державами единовременной суммы репараций в 333 млн. долларов, которые далее должны были бы разделить между собой пропорционально затратам на вторжение в Китай. По настоянию Рокхилла, доля США в репарациях была использована, чтобы спонсировать обмены студентами между Китаем и США.
В 1905 году президент Теодор Рузвельт назначил Рокхилла послом в Китае, на этом посту он пробыл с 17 июня 1905 по 1 июня 1909 года. Тхуптэн Гьяцо, 13-й Далай-лама, оказавшийся в результате Британской экспедиции в Тибет (1903—1904) в изоляции, узнал о знании Рокхиллом тибетского языка и вступил с ним в переписку, которая продолжалась вплоть до смерти последнего. В июне 1908 года Рокхилл совершил 5-дневный пеший переход на гору Утайшань для встречи с Далай-ламой. Он успешно убедил Далай-ламу в том, что необходимо добиться мира между Китаем и Великобританией.
17 мая 1909 года президент США Уильям Говард Тафт назначил Рокхилла послом США в России, этот пост последний занимал с 11 января 1910 по 17 июня 1911 года. Президент Тафт затем назначил его послом в Турции; Рокхилл пробыл на этом посту с 28 августа 1911 по 20 ноября 1913 года.
Умер Уильям Рокхилл 8 декабря 1914 года в Гонолулу, находясь здесь по пути в Китай, и был похоронен на Восточном кладбище в Литчфилде, штат Коннектикут.